# Langarud
Langarud (pers. ‏لنگرود‎) – miasto w Iranie, w ostanie Gilan. W 2006 roku miasto liczyło 65 369 mieszkańców w 18 875 rodzinach.